# Koresos
Koresos (altgriechisch Κόρεσος Kóresos) ist eine Person der griechischen Mythologie. Er war Priester des Dionysos in Kalydon. 
Koresos macht seiner Geliebten Kallirrhoë Angebote, die sie immer ausschlägt. Darüber wird er zornig und er bittet Dionysos darum, sie zu bestrafen. Dionysos schickt eine Plage zu den Bewohnern Kalydons, die diese wahnsinnig machte. Um zu erfahren, was sie gegen die Plage unternehmen können, suchen die Kalydoner das Orakel Dodona auf. Dort erfahren sie, dass sie Dionysos günstig stimmen sollen, indem sie ihm Kallirrhoë oder jemanden an ihrer Stelle opfern.
Kallirrhoë wird trotz Gegenwehr zum Altar zur Opferung gebracht. Koresos, der diese vollziehen soll, wird sich seiner Liebe wieder bewusst und opfert sich an ihrer Stelle, Kallirrhoë wird daraufhin von Reue über ihre Hartherzigkeit befallen und nimmt sich ebenfalls das Leben.